# Donja Borina
Donja Borina (Servisch cyrillisch Доња Борина) is een plaats in de Servische gemeente Mali Zvornik. De plaats telt 1731 inwoners (2002).

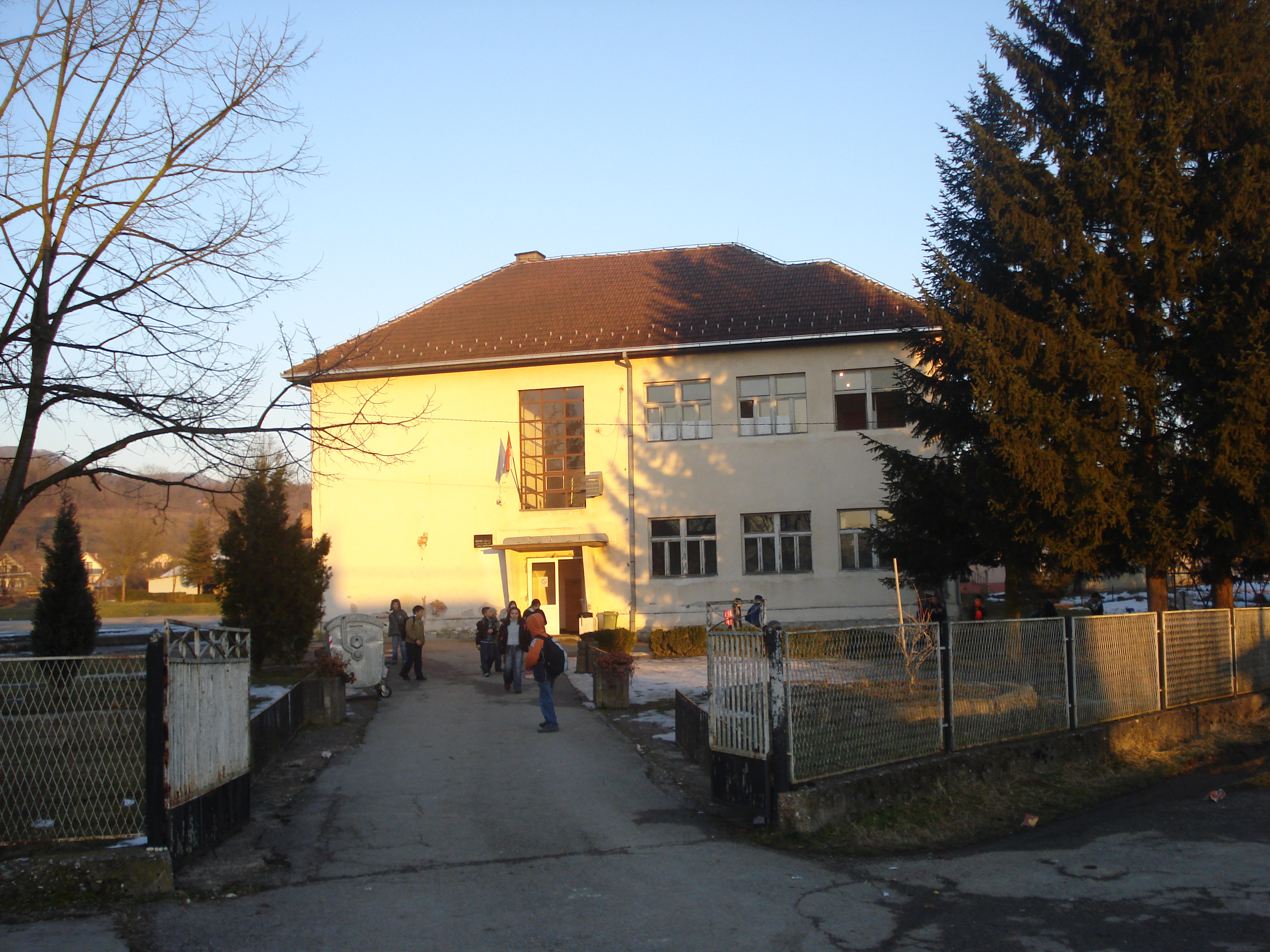
School